# 丁兆冠
丁兆冠（1881年—1955年2月20日），字又秋。云南石屏县城关（今异龙镇）人。中华人民共和国政治人物。

## 生平

### 清朝时期
幼丧父母，与兄丁一鸿入玉屏书院。清光绪二十九年（1903年）癸卯科乡试中举。次年进京会试，并选赴日本东京早稻田大学政治经济科留学。毕业回国后，应学部试，名列二等，授法政科举人、殿试一等，任内阁中书，改分四川知县。

### 民国时期
辛亥革命后，丁兆冠出任四川省财政司长。不久，辞职回滇，任云南法政专科学校校长。之後升任云南高等审判厅厅长；又调任云南政务厅厅长，在民国四年（1915年）的护国讨袁和1917年的护法战争诸役。战后，因南防重要，先后出任蒙自、思茅道尹。1925年调云南省后，历任云南省高等审判厅、检察厅厅长，兼任司法厅厅长。1927年，云南省政府改组，龙云上台，丁任云南省政府委员兼民政厅厅长。1928年，辞职专任省政府委员。抗日战争后，屡次以年老乞休，不许，并被推选为国民大会代表及立法委员。期间1941年5月，为培养本省人才，云南省政府选送学生公派出国留美。并由缪嘉铭担任主任，龚自知、路崇仁、张邦翰、丁兆冠、李培天、袁丕佑为委员的云南选送留美学生委员会，并最终护送40名公费生出国。

### 共和国时期
中华人民共和国成立后，任命丁兆冠为西南行政委员会委员、云南省人民政府委员、文物保管委员会主任委员。1955年初染疾不起，卒于昆明寓宅，骨灰藏于西山华亭寺海会塔。